# 下野スマートインターチェンジ
下野スマートインターチェンジ（しもつけスマートインターチェンジ）は、栃木県下野市に建設中の北関東自動車道のスマートインターチェンジである。名称は仮称である。

## 概要
北関東自動車道は下野市を通るが、ICがなかったため設置が決定した。
本線直結型で建設され、利用可能車種はETC搭載の全車種で24時間運用、上下線ともに出入可となる予定。

## 道路
- E50 北関東自動車道

直接接続
- 下野市道1-2号線（文教通り）

## 沿革
- 2018年（平成30年）8月10日 : 国土交通省より連結許可[2]。
- 2025年（令和7年）度末以降 : 供用開始予定[3]。

## 周辺
- 石橋駅
- 陸上自衛隊宇都宮駐屯地
- グリムの森

## 隣
E50 北関東自動車道
(9)壬生IC - 下野SIC（事業中） - (10)宇都宮上三川IC